# 고야마 도요타로
코야마 토요타로(일본어: 小山 豊太郎:   1869년 4월 21일(메이지 2년 음력 3월 10일) ~ 1947년 (쇼와 22년) 8월 4일)는 일본의 서예가다. 본명은 로쿠노스케(六之助).
군마현 다테바야시시 출신. 부친은 현회의원을 지닌 재산가였다. 상경 이전부터 품행이 좋지 않았다. 16세 때 상경해 경응학숙에 입학하지만 이듬해 각기병으로 퇴학. 1889년(메이지 22년) 재입학하지만 이듬해 다시 퇴학했다. 이후 자유당계의 장사가 되어 코노 히로나카, 호시 토오루 등의 정치운동을 도왔다.
1894년 청일전쟁이 일본에 우세하게 마무리되고 시모노세키에서 휴전협상이 시작되었다. 3월 24일 일본은 청의 전권대사 이홍장에게 휴전이 아닌 강화조약 협상임을 강제하는 데 성공했다. 이날 코야마는 협상을 마치고 숙소로 돌아가는 이홍장을 권총 습격하고 그 자리에서 체포되었다. 이홍장은 안면에 부상을 입었고, 일본은 열강의 비판이나 간섭을 우려해 청과의 3주 휴전에 응했다.
코야마는 재판 결과 무기징역이 확정되었고 수감되었다가 1907년 2월 11일 황실전범증보제정에 의한 특사를 받아 일시 출옥했다.